# پترواشارا
پترواشارا (به مجاری:  Pétervására) یک منطقهٔ مسکونی در مجارستان است که در ناحیه پترواشارا واقع شده‌است. پترواشارا ۳۳٫۸۷ کیلومتر مربع مساحت و ۲٬۵۳۴ نفر جمعیت دارد.